# Garcinia atroviridis
Garcinia atroviridis är en tvåhjärtbladig växtart som beskrevs av William Griffiths och T. Anders.. Garcinia atroviridis ingår i släktet Garcinia och familjen Clusiaceae. Inga underarter finns listade i Catalogue of Life.

## Bildgalleri

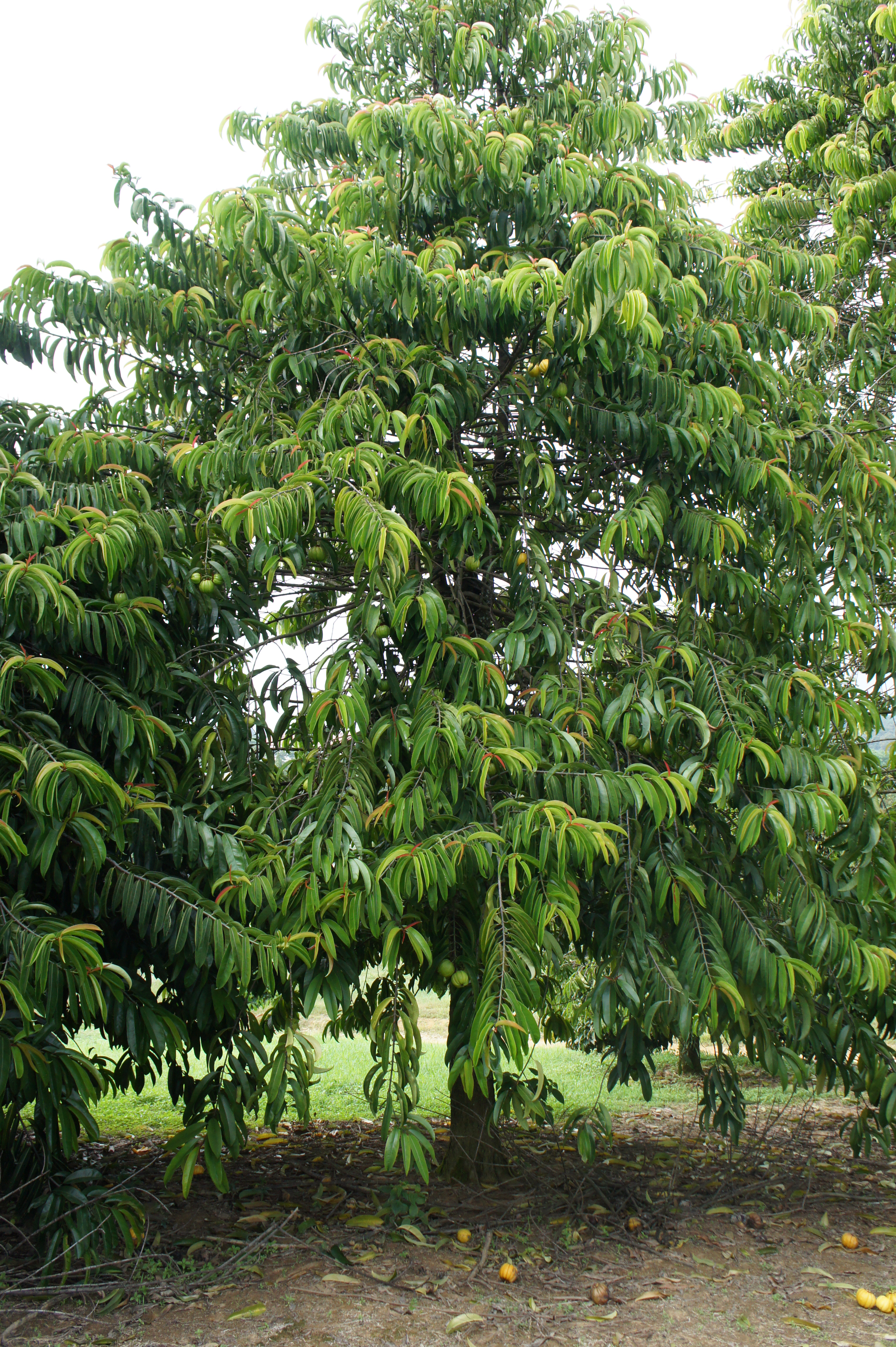
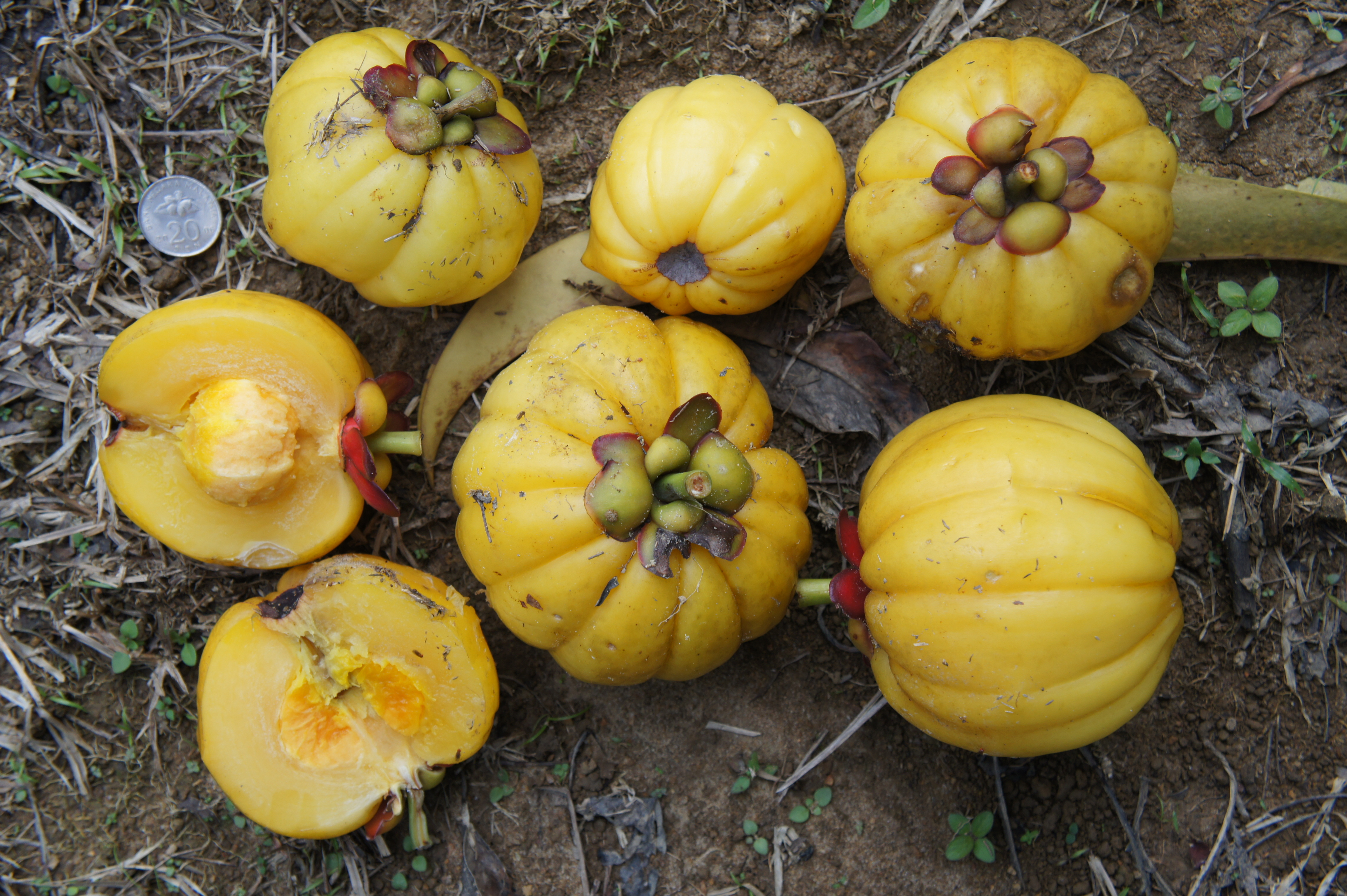
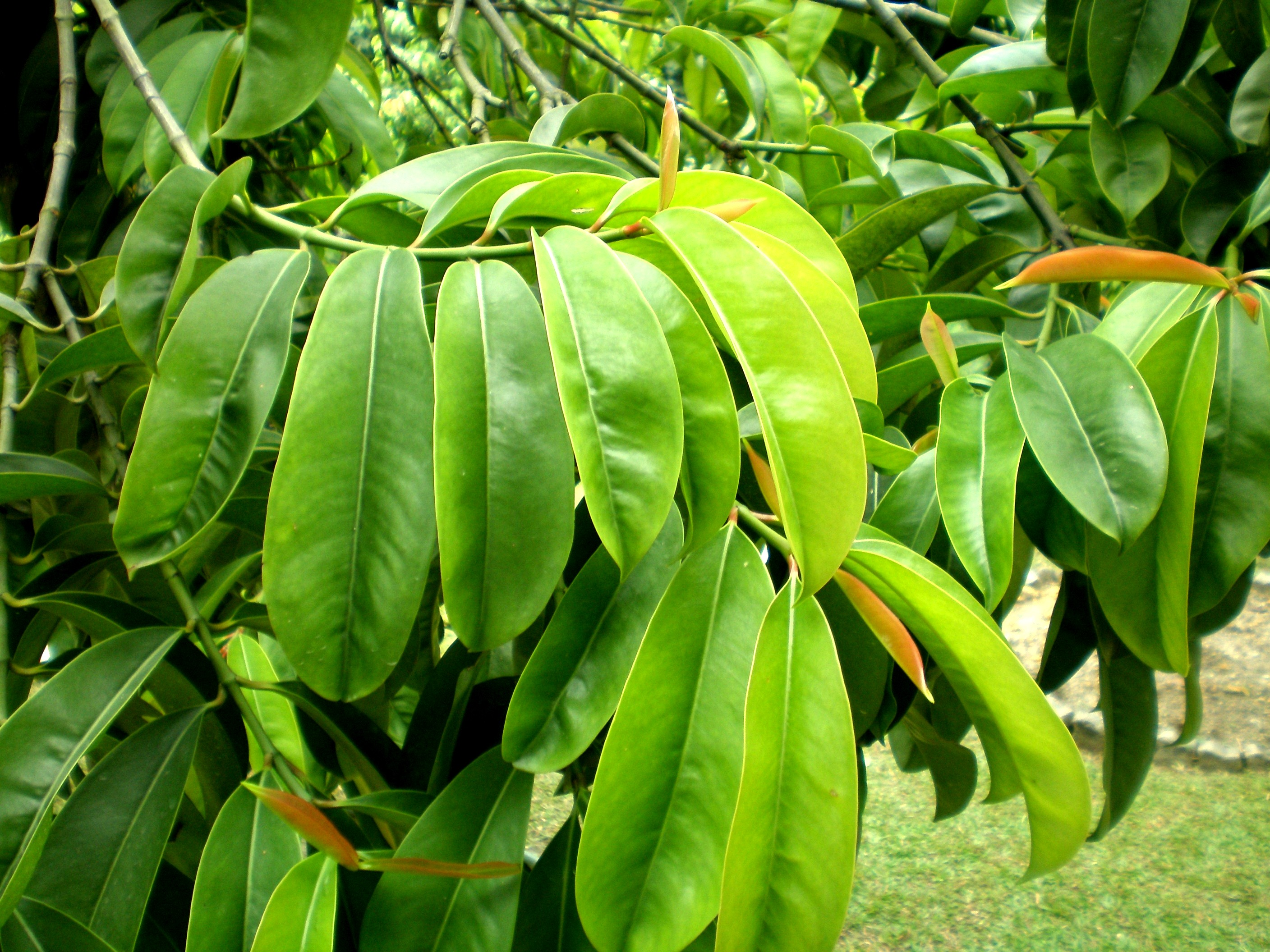
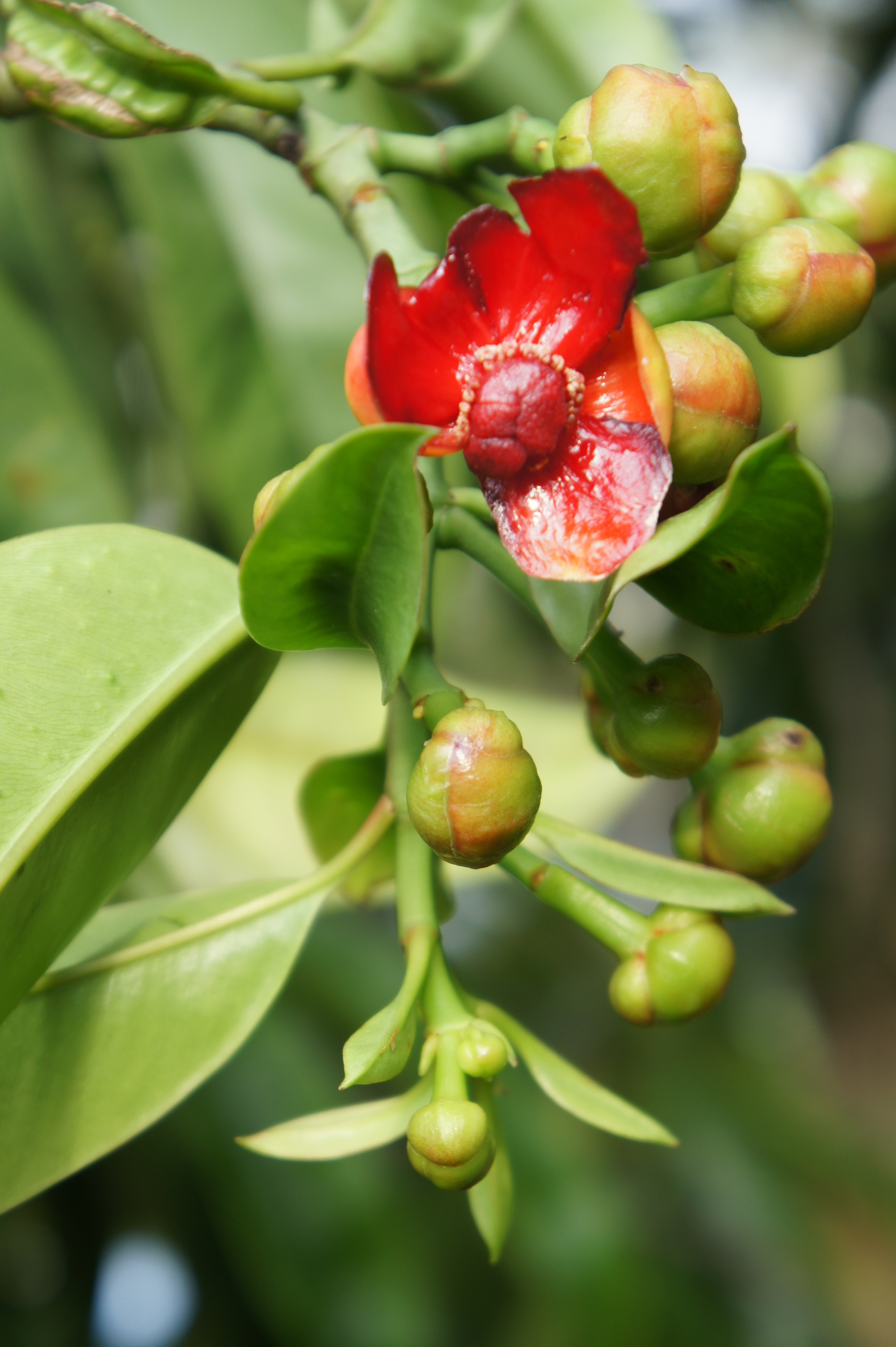
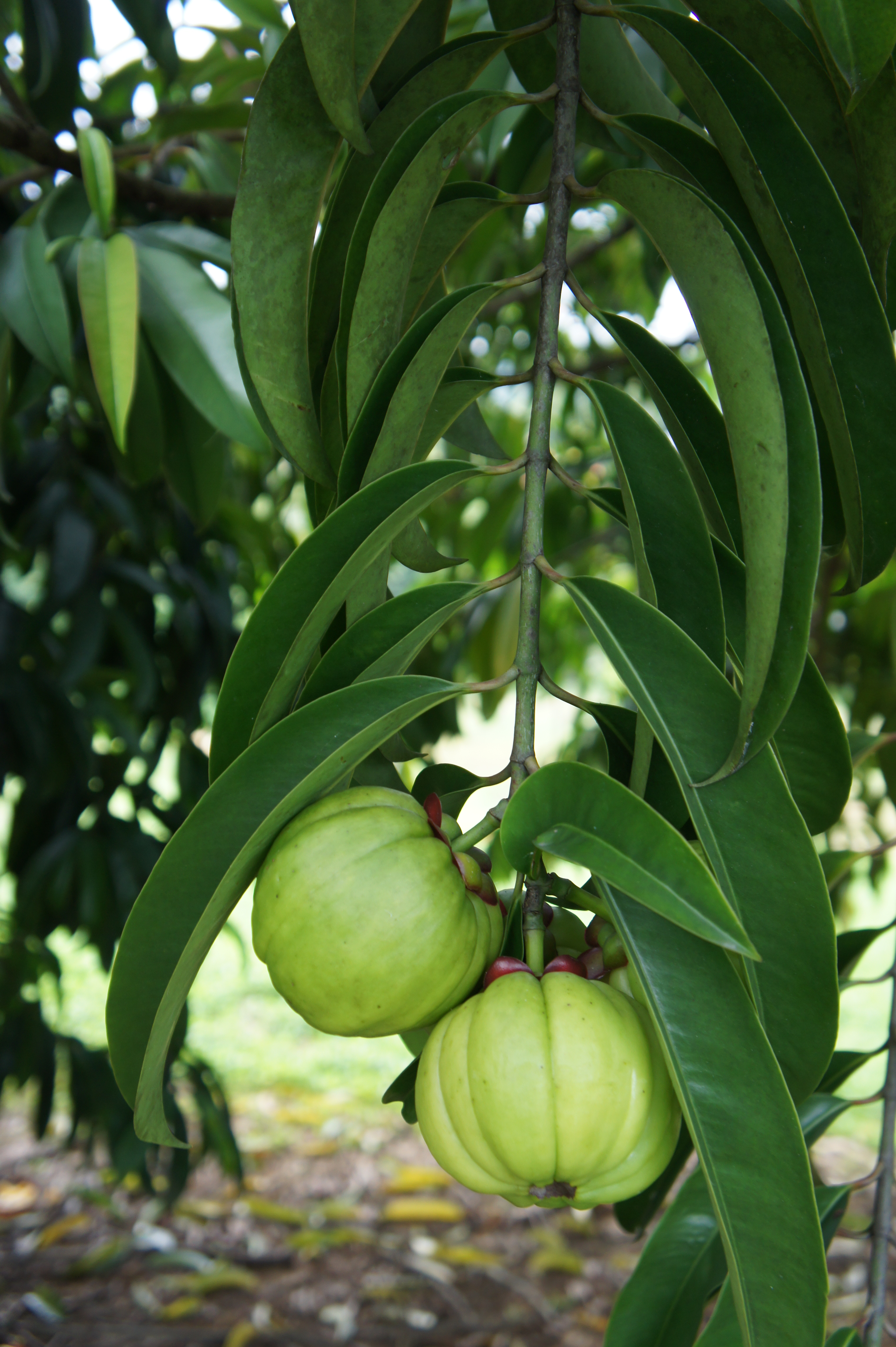